# 1984 SO5
1984 SO5 är en asteroid i huvudbältet som upptäcktes den 18 september 1984 av den belgiske astronomen Henri Debehogne vid La Silla-observatoriet.
Den har den diameter på ungefär 8 kilometer.